# Шапталь, Жан-Антуан
Жан-Антуа́н Клод Шапта́ль (фр. Jean-Antoine Claude Chaptal; 4 июня 1756, Сен-Пьер-де-Ногаре — 30 июля 1832, Париж) — французский химик и государственный деятель; министр внутренних дел Франции (1800—1804), граф Шантелу.
Член Парижской академии наук, иностранный почётный член Петербургской академии наук (1820), иностранный член Лондонского королевского общества (1825).

## Биография
Жан-Антуан Шапталь граф Шантелу получил медицинское образование и занимался врачебной практикой и преподаванием химии в медицинской школе в городе Монпелье.
Сразу стал на сторону французской революции, и в 1791 году принял личное участие в штурме местной цитадели.
В 1793 году Шапталь выпустил брошюру «Dialogue entre un Montagnard et un Girondin», где прославлял жирондистов.
В 1793 году по рекомендации Антуана де Фуркруа комитетом общественного спасения ему было поручено заведование селитряным (пороховым) заводом в Париже; здесь ему удалось изобретением простого способа усилить производство пороха, в котором очень нуждалось революционное правительство.
В 1794 году учёный вернулся в Монпелье, где получил кафедру химии и в 1798 году сделан членом Института.
В 1800 году Жан-Антуан Шапталь был назначен министром внутренних дел Франции. На этом посту он всячески стремился покровительствовать промышленности и торговле; содействовал также улучшению путей сообщения.
В 1804 году он вышел в отставку, разойдясь с Наполеоном по вопросу о свекловичном сахаре (учёный отказался по требованию Наполеона, покровительствовавшего из-за политических мотивов свекловичному сахару, признать и засвидетельствовать, что свекловичный сахар лучше тростникового).
Во время Ста дней Шапталь был назначен директором управления торговли и мануфактур
В своих научных трудах он главным образом занимается прикладной химией; им был выдвинута идея, что минеральные вещества почвы являются возбудителями, «в том именно предположении, что известь, зола, примешанные к перегною, возбуждают его деятельность, превращают его скорее и лучше в растворимые питательные соки. Это название и приписываемое к нему понятие введено в науку Шапталем».
В 1893 году его правнуком были изданы мемуары «Souvenirs sur Napoléon».

## Память
- В честь учёного был назван род многолетних цветковых растений Chaptalia (рус. Шапталия).
- Изобретённый им способ улучшения вина называется «шаптализация».
- Имя «Chaptal» помещено в список из 72 имён наиболее выдающихся французских учёных и инженеров XVIII—XIX веков, на первом этаже Эйфелевой башни.

## Титулы
- Граф Шапталь и Империи (фр. comte Chaptal et de l'Empire; декрет от 19 марта 1808 года, патент подтверждён 26 апреля 1808 года в Байонне)[14].

## Избранная библиография
- «Chimie appliquée aux arts» (1806, 1827);
- «Chimie appliquée à l’agriculture» (Париж, 1823, 1829);
- «Essai sur le perfectionnement des arts chimiques en France».
- «Souvenirs sur Napoléon» (1893).

Часть его трудов были напечатаны в «Annales de chimie» (под его редакцией).